# Othello (1965)
Othello (bra: Otelo) é um filme britânico de 1965, do gênero drama, dirigido por Stuart Burge, com roteiro adaptado da peça shakespeariana Otelo, o Mouro de Veneza, especificamente na encenação de John Dexter em 1964—1966, no Teatro Nacional de Otelo[carece de fontes?].

## Elenco
- Laurence Olivier ... Otelo
- Maggie Smith ... Desdêmona
- Joyce Redman ... Emília
- Frank Finlay ... Iago
- Derek Jacobi ... Cássio
- Robert Lang ... Rodrigo